# 陳彥德
陳彥德（英語：Chan Yan Tuck，1990年12月13日—），美國男子羽毛球運動員。

## 簡歷
2017年8月，陳彥德代表美國參加在蘇格蘭格拉斯哥舉行的世界羽毛球錦標賽，與川崎優子合作出戰混合雙打比賽。

## 主要比賽成績
只列出曾進入準決賽的國際賽事成績：
| 年份 | 賽事 | 公開賽級別 | 項目 | 拍檔 | 成績 |
| ---- | ---- | ---------- | ---- | ---- | ---- |

| 2007-2017年 | 首要超級賽 | 超級賽 | 黃金大獎賽 | 大獎賽 | 國際挑戰賽 | 國際系列賽 | 未來系列賽 | 其他 |

| 2018-2026年 | 總決賽 | 超級1000賽 | 超級750賽 | 超級500賽 | 超級300賽 | 超級100賽 | 國際挑戰賽 | 國際系列賽 | 未來系列賽 | 其他 |

### 奧運會和世錦賽參賽紀錄
|          | 搭檔     | 2017 |
| -------- | -------- | ---- |
| 混合雙打 | 川崎優子 | 48強 |